# Kommutativ algebra

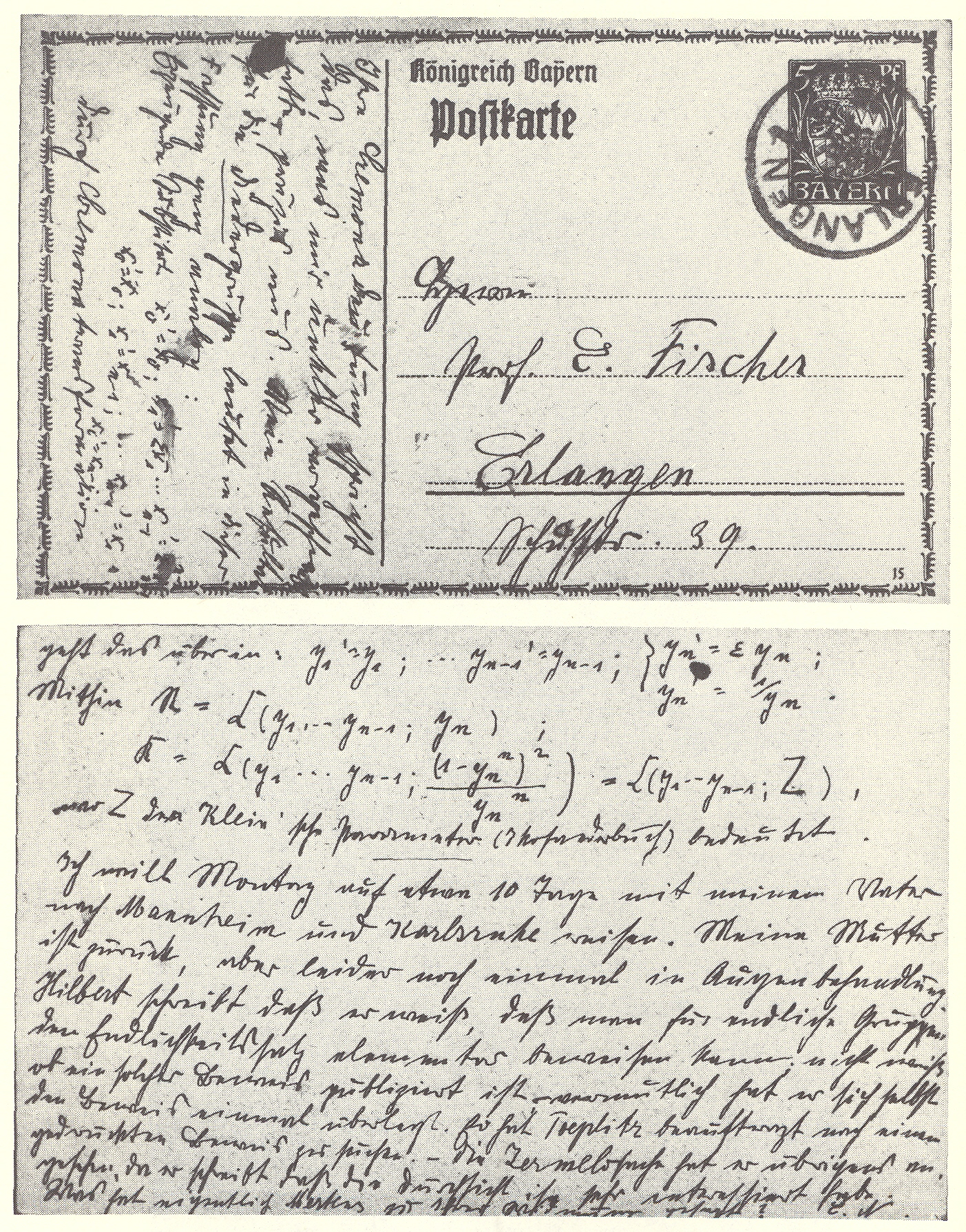
Ett postkort från 1915 från en av pionjärerna i kommutativ algebra, Emmy Noether, till E. Fischer, där de diskuterar hennes arbete i kommutativ algebra.

Kommutativ algebra är ett delområde av algebra som undersöker kommutativa ringar, deras idealer och moduler över sådana ringar. Både algebraisk geometri och algebraisk talteori bygger på kommutativ algebra. Viktiga exempel på kommutativa ringar är polynomringar, ringar av algebraiska heltal, inkluderande de vanliga heltalen {\displaystyle \mathbb {Z} }, och p-adiska talen.
Kommutativ algebra är den huvudsakliga tekniska metoden i den lokala studien av scheman.
Studien av ringar som inte nödvändigtvis är kommutativa är känd som okommutativ algebra; den inkluderar ringteori, representationsteoriteori och teorin av Banachalgebror.